# Werner Hartmann
Werner Hartmann (11 de dezembro de 1902 - 26 de abril de 1963) foi um oficial alemão que serviu no Deutsches Heer durante a Segunda Guerra Mundial. Foi condecorado com a Cruz de Cavaleiro da Cruz de Ferro com Folhas de Carvalho.

## Condecorações
| Condecoração por longo tempo de serviço na Wehrmacht 4ª e 3ª Classe | 2 de outubro de 1936                     |
| Condecoração por longo tempo de serviço na Wehrmacht 2ª Classe      | 1 de abril de 1939                       |
| Cruz de Ferro (1939) 2ª Classe                                      | 8 de novembro de 1939                    |
| Cruz de Ferro (1939) 1ª Classe                                      | 8 de novembro de 1939                    |
| Distintivo de Guerra U-Boot (1939)                                  | 7 de dezembro de 1939                    |
| Distintivo de Guerra U-Boot (1939) com diamantes                    | novembro de 1944                         |
| Cruz de Cavaleiro da Cruz de Ferro                                  | 9 de maio de 1940                        |
| Cruz de Cavaleiro da Cruz de Ferro com Folhas de Carvalho nº 645    | 5 de novembro de 1944                    |
| Mencionado duas vezes na Wehrmachtbericht                           | 1 de março de 1940 e 19 de abril de 1940 |